# Mikrosoczewkowanie grawitacyjne
Mikrosoczewkowanie grawitacyjne – szczególny przypadek zjawiska soczewkowania grawitacyjnego, w którym obiekty soczewkujące mają (stosunkowo niewielką) masę rzędu masy Słońca.
Aby mikrosoczewkowanie grawitacyjne miało miejsce, na jednej linii muszą znaleźć się odległe świecące źródło (np. gwiazda), obiekt soczewkujący (np. gwiazda, gwiazda z planetą lub zwarty obiekt zbudowany z ciemnej materii) oraz obserwator na Ziemi. Kierunek światła wyemitowanego przez źródło i poruszającego się w kierunku obserwatora ulega po drodze zmianie pod wpływem ciała soczewkującego, co powoduje powstanie na niebie wielokrotnych obrazów źródła. Odległość pomiędzy nimi jest bardzo mała, około jednej milionowej sekundy łuku, co przy obecnej technologii nie jest możliwe do bezpośredniego zaobserwowania.

Animacja mikrosoczewkowania przez planetę swobodną. Prawy dolny panel pokazuje krzywą zmian blasku

Jedynym obserwowalnym efektem mikrosoczewkowania grawitacyjnego jest pojaśnienie, a następnie pociemnienie soczewkowanego źródła. Skala czasowa takiego zjawiska mikrosoczewkowania zawiera się w przedziale od godzin do kilkuset dni i trwa tyle ile względne ułożenie źródła, soczewki i obserwatora na jednej linii. Mikrosoczewkowanie grawitacyjne jest czułe zarówno na jasne, jak i ciemne (np. zbudowane z ciemnej materii) zwarte obiekty soczewkujące. Obecnie jest ono używane do poszukiwań pozasłonecznych układów planetarnych, ciemnej materii oraz badania profili temperaturowych dysków akrecyjnych w soczewkowanych kwazarach.

## Obserwacje
Zjawisko mikrosoczewkowania obserwuje się najczęściej dla gwiazd znajdujących się w centrum Drogi Mlecznej oraz w zgrubieniu centralnym i poprzeczce. Obserwacje prowadzone są także w kierunku Obłoków Magellana oraz Galaktyki Andromedy, i mają na celu odpowiedzieć na pytanie, czy ciemna materia w halo Drogi Mlecznej jest w postaci zwartych obiektów tzw. MACHO, które mogłyby soczewkować gwiazdy w Obłokach Magellana i Galaktyce Andromedy. Galaktyki, w tym także Droga Mleczna, zanurzone są w sferycznych halo ciemnej materii, której jest aż dziesięciokrotnie więcej niż zwyczajnej materii barionowej. Jednym ze sposobów zaobserwowania ciemnej materii może być mikrosoczewkowanie grawitacyjne.
Wybór centrum Drogi Mlecznej, Obłoków Magellana oraz Galaktyki Andromedy jako celów obserwacji, podyktowany jest dużą gęstością gwiazd w obserwowanych polach, dzięki czemu mamy największą szansę zarejestrowania tego fenomenu. Spodziewana szansa zaobserwowania mikrosoczewkowania grawitacyjnego do centrum Drogi Mlecznej to około dwie mikrosoczewkowane gwiazdy na milion obserwowanych, natomiast dla Obłoków Magellana jest to około jedna gwiazda na dwadzieścia milionów obserwowanych obiektów. Od 15 lat największym i odnoszącym najwięcej sukcesów w tej dziedzinie jest polski projekt OGLE. W trzeciej fazie projektu OGLE łącznie monitorowano 400 milionów gwiazd i zaobserwowano około 4000 zjawisk mikrosoczewkowania w kierunku do centrum Drogi Mlecznej i kilka w Obłokach Magellana.

### Krzywa zmian blasku
Poniżej przedstawiona jest przykładowa krzywa zmian blasku zjawiska mikrosoczewkowania grawitacyjnego (OGLE-2005-BLG-006, czarne punkty to dane obserwacyjne) wraz z dopasowanym modelem (linia czerwona):

## Wyniki badań
Głównym celem mikrosoczewkowania grawitacyjnego było stwierdzenie, czy ciemna materia w halo Drogi Mlecznej może istnieć w postaci zwartych obiektów zdolnych do soczewkowania, tzw. MACHO. Trzy grupy mikrosoczewkowe prowadziły obserwacje Obłoków Magellana od połowy lat 90. XX wieku i stwierdziły, że ~20% (grupa MACHO), <8% (grupa EROS) oraz <10% (grupa OGLE) ciemnej materii jest w postaci zwartych obiektów MACHO. Oznacza to, że większość ciemnej materii nie jest w postaci zwartych obiektów MACHO.
Obecnie priorytety w mikrosoczewkowaniu grawitacyjnym przesunęły się w stronę poszukiwania planet pozasłonecznych. Od 2004 roku odkryto 18 planet pozasłonecznych przy użyciu mikrosoczewkowania grawitacyjnego.